# 조선교육령
조선교육령(朝鮮敎育令)은 조선을 병합한 일본 제국의 식민지 교육정책이다.
- 제1차 조선교육령: 1911년 공포
- 제2차 조선교육령: 1922년 공포
- 제3차 조선교육령: 1938년 공포
- 제4차 조선교육령: 1943년 공포